# Wolfgang Hofmann
Wolfgang Hofmann (Colonia, 20 de marzo de 1941-Colonia, 12 de marzo de 2020) fue un deportista alemán que compitió para la RFA en judo.
Participó en los Juegos Olímpicos de Tokio 1964, obteniendo una medalla de plata en la categoría de –80 kg. Ganó dos medallas de oro en el Campeonato Europeo de Judo en los años 1965 y 1968.

## Palmarés internacional
| Representando al Equipo Alemán Unificado |                 |                  |            |
| Juegos Olímpicos                         |                 |                  |            |
| Año                                      | Lugar           | Medalla          | Categoría  |
| 1964                                     | Tokio (Japón)   | Medalla de plata | –80 kg     |
| Representando a la RFA                   |                 |                  |            |
| Campeonato Europeo                       |                 |                  |            |
| Año                                      | Lugar           | Medalla          | Categoría  |
| 1965                                     | Madrid (España) | Medalla de oro   | –80 kg (A) |
| 1968                                     | Lausana (Suiza) | Medalla de oro   | –80 kg     |